# Mihail Marin
Mihail Marin (Bucarest, 21 aprile 1965) è uno scacchista, allenatore e scrittore in ambito scacchistico rumeno, grande maestro.
È stato bronzo alle Olimpiadi degli scacchi e tre volte campione rumeno. 

## Biografia
Nel 2005 ha fatto da secondo a Judit Polgár nel Campionato del mondo FIDE di San Luis in Argentina (vinto da Veselin Topalov). Ha allenato per alcuni anni lo scacchista italiano Daniele Vocaturo, portandolo al titolo di grande maestro.
Marin è stato per alcuni anni editore della rivista rumena Chess Extrapress ed è autore di libri di scacchi, per i quali ha vinto nel 2005 il premio Book of the Year del sito "ChessCafé" con il libro Sulle spalle dei giganti.

## Carriera
Si mise in luce in campo internazionale nel 1987 qualificandosi per il torneo interzonale di Szirák, dove si classificò 11º su 18 partecipanti. Vinse tre volte il campionato della Romania: nel 1988, 1994 e 1999.
Ha partecipato con la squadra rumena a dieci olimpiadi degli scacchi dal 1988 al 2006, vincendo una medaglia di bronzo individuale alle olimpiadi di Salonicco 1988.
Tra i principali successi il primo posto, da solo o ex aequo, nei seguenti tornei:
- Manresa 1993 (con Constantin Ionescu e Mihai Suba)
- Sitges 1994
- Badalona 1995
- Andorra 1995 e 1997
- Bucarest 1998 e 1999 (Viktor Ciocâltea Memorial)
- Göteborg e Open di Cannes 2000
- Silsoe 2004
- Galati 2006
- Reykjavík Open 2009
- Benasque 2009

## Opere
In italiano ha pubblicato:
- Sulle spalle dei giganti (traduzione di Learn from the Legends), vincitore del premio Alvise Zichichi del 2006, messo in palio dalla Federazione Scacchistica Italiana.[3]
- Le partite di gioco aperto, in due volumi (traduzione di Beating the Open Games e A Spanish Opening Repertoire for Black).
- Reggio Emilia 2007/8, il torneo del giubileo, insieme a Yuri Garrett, (2008), vincitore del premio Alvise Zichichi del 2009.[4]

Altre sue pubblicazioni sono: Secrets of Chess Defence (2003), Secrets of Attacking Chess (2005), in lingua inglese.